# アルワル県

アルワル県

アルワル県（アルワルけん、英語: Alwar district）は、インドのラージャスターン州内に32ある州行政区画としての県のひとつ。
県庁所在地はアルワル市。アルワル県は、さらに17のインド地方行政区画である地区（テシル）を持つ。公用語はヒンディー語だが、この地区での主な言語は、アヒルワティ語（インド語群の方言）。

## 概要
アルワル県（District）は、ラージャスターン州内に8つある地方（Division）のうち、ジャイプール行政区に属する。アルワル県（District）とジャイプール県（District）の一部行政区を統合する形で2023年8月7日に、コットプトリ・ベーロール行政区が成立し本県から分区した。

## 地理
- インドの気候（英語版）

## 行政区画
- アルワル
- Bansur
- Behror
- Govindgarh
- Kathumar
- Kishangarh Bas
- コトカシム（英語版）
- Laxmangarh
- Mundawar
- Rajgarh
- Ramgarh
- Thanagazi
- Tijara
- ニムラナ（英語版）
- レニー（アルワル県）（英語版）
- Malakhera Naugawan Tapukara

## 関連項目

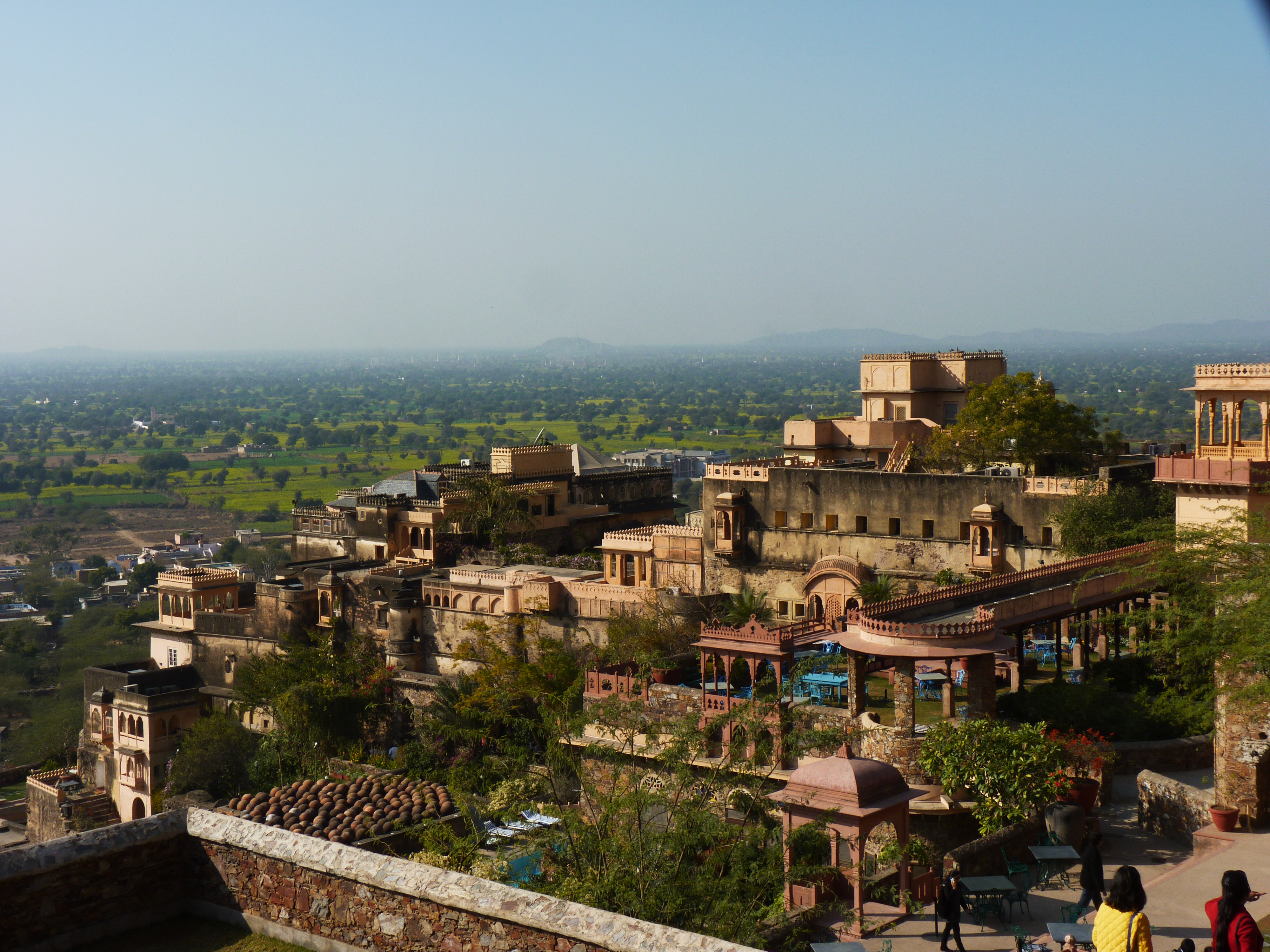
ニムラナ砦

## 交通

### 航空
- インディラ・ガンディー国際空港
- ジャイプール国際空港（英語版）

### 鉄道
- インド鉄道
  - 北西鉄道ゾーン（英語版）

### 道路
- インドの高速道路（英語版）
  - インド国家高速道路管理局（英語版）
- インドの国道（英語版）
  -  国道48号 (インド)

2010年に旧国道8号（旧高速幹線道路国道8号）から改番